# Stazione di Verdello-Dalmine
La stazione di Verdello-Dalmine è una stazione ferroviaria posta sulla linea Bergamo-Treviglio nel territorio comunale di Verdellino. Serve i centri abitati di Verdello e di Verdellino. Non serve invece il centro abitato di Dalmine, distante circa 5 km, ma ne porta il nome per la presenza di una diramazione di un binario utilizzato per i treni merci diretti verso l'azienda Tenaris Dalmine, sita appunto nell'omonimo comune.

## Storia
Fino al 1947 la stazione era denominata "Verdello"; in tale anno assunse la nuova denominazione di "Verdello-Dalmine".

## Strutture e impianti
Il piazzale è composto da quattro binari passanti: i binari 1 e 2 sono di corretto tracciato, il 3 viene usato per le precedenze e il 4, non provvisto di marciapiede, per l'accesso dei treni cargo allo scalo merci, destinate generalmente alla Tenaris di Dalmine.
Negli ultimi anni la stazione è stata oggetto di ristrutturazione del fabbricato viaggiatori e di una nuova pavimentazione delle banchine. La banchina del binario 1 e quella del 2-3 sono collegate da un sottopassaggio che consente anche il collegamento tra i due lati del paese. Il fabbricato viaggiatori si compone di due piani; il primo è una abitazione privata, quindi non fruibile da parte dei viaggiatori, mentre al piano terra sono presenti una sala di attesa con alcuni posti a sedere e una biglietteria self-service, oltre ad un piccolo bar aperto al mattino (solo colazione).
La stazione è dotata di un impianto ACEI che risulta già adeguato per l'SCC-M della tratta Torino-Padova, la quale comprende la diramazione per Bergamo, sebbene la stazione di questa città risulti esclusa dal telecomando (stazione porta permanente). L'impianto è solitamente presenziato dal dirigente movimento e il transito dei treni è reso possibile grazie all'apparato centrale ad itinerari (ACEI) telecomandabile.

## Movimento
La stazione è servita da
- treni regionali R2 delle linee Treviglio-Bergamo, con fermata in tutte le stazioni della linea
- treni RegioExpress RE2 Bergamo - Pioltello - Milano, le cui fermate tra le due città capolinea sono Verdello e Pioltello-Limito, oltre che Treviglio Ovest (solo alcuni treni della punta, prima mattina e tarda serata)

Entrambi i servizi sono cadenzati a frequenza oraria (semioraria nelle ore di punta), svolti da Trenord nell'ambito del contratto di servizio stipulato con la Regione Lombardia. Durante i mesi primaverili ed estivi, una coppia di treni regionali veloci di Trenitalia al giorno circola tra Bergamo e Ventimiglia nei fine settimana.

## Servizi
La stazione è classificata da RFI nella categoria "Silver".
- Biglietteria automatica
- Sala d'attesa
- Bar
- Edicola

## Interscambi
A pochi metri dalla stazione, in via Marconi 36, effettuano fermata le autolinee urbane per Bergamo, Treviglio e alcuni comuni limitrofi (es. Dalmine, Osio Sotto, Verdello, Ciserano, Boltiere ecc.) svolte da S.A.I. Autolinee e Trasporti Bergamo Sud.
- Fermata autobus